# Sistema Nacional de Áreas Protegidas de Cuba
El Sistema Nacional de Áreas Protegidas de Cuba (SNAP) reúne al conjunto de las áreas naturales, terrestres y marinas; que revisten interés nacional, regional y mundial. Son un total de 263 que existen o están propuestas. Está dirigido por el Centro Nacional de Áreas Protegidas (CNAP) del Ministerio de Ciencia Tecnología y Medio Ambiente (CITMA) mediante la Junta Coordinadora del SNAP, formada por las empresas y organismos principales que trabajan y se relacionan más directamente a las áreas.

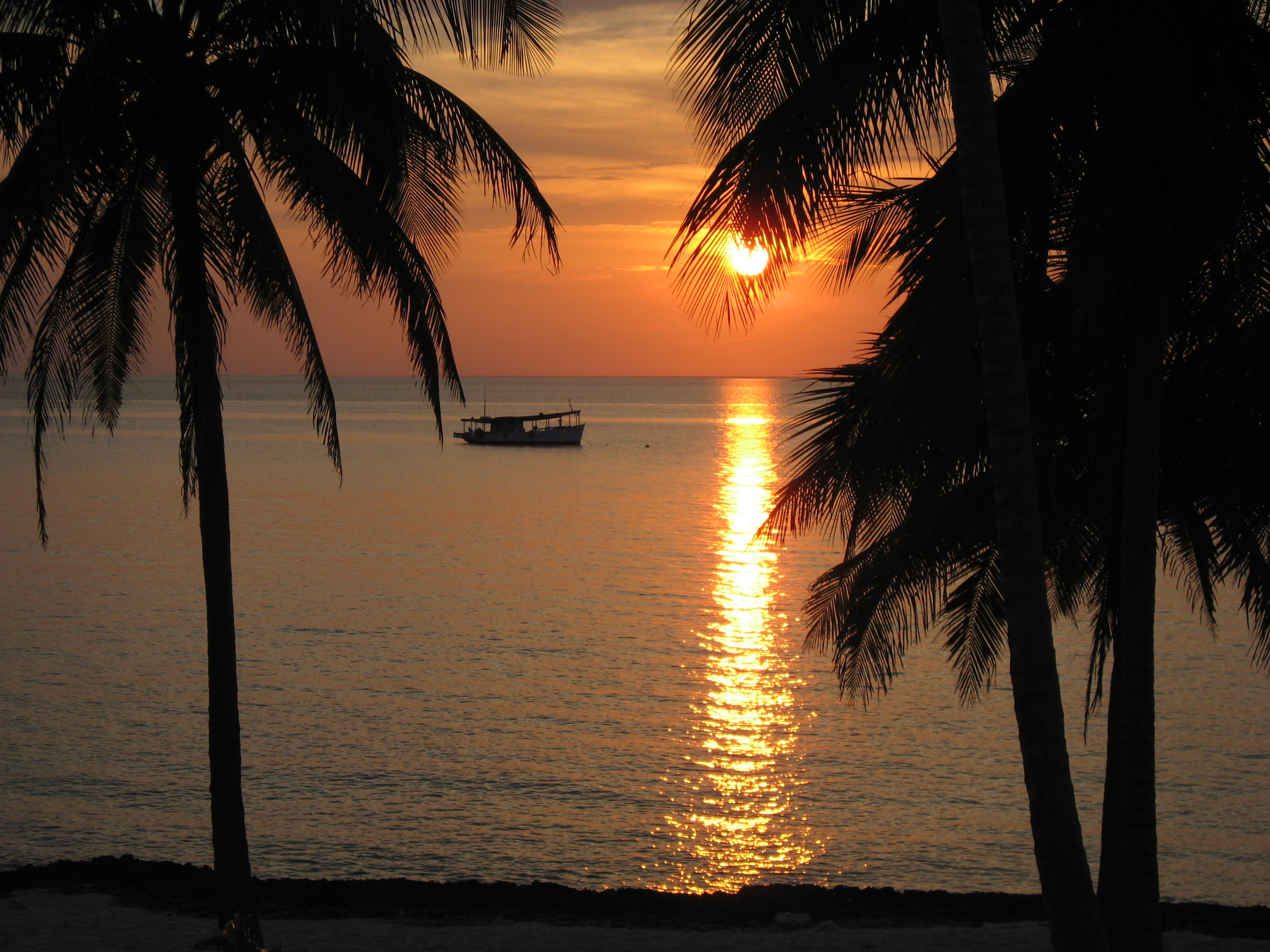
Atardecer en Guanahacabibes.

## Misión
La misión fundamental del SNAP es garantizar la protección y conservación a largo plazo de los recursos naturales y del patrimonio natural nacional para uso de las actuales y futuras generaciones, y propiciar el desarrollo sostenible del país.

## Antecedentes
Los orígenes del actual Sistema Nacional de Áreas Protegidas de Cuba (SNAP) se caracterizaron por la declaración de áreas protegidas aisladas que no funcionaron como tal, entre las que se destacaron el establecimiento de un parque nacional en la finca del estado nombrada El Cristal o Sierra del Cristal situado en los términos municipales de Mayarí y Sagua de Tánamo de la entonces provincia de Oriente, mediante el Decreto Presidencial N.º 487/1930. Posteriormente el Decreto 803/1933, declaró como Refugio Nacional de Caza y Pesca a toda la Ciénaga de Zapata, no permitiendo la realización de estas actividades en este distrito. El Decreto 1370/1936, declaró una Reserva nacional para flamencos en la costa norte de la provincia de Camagüey, incluyendo los cayos, con la prohibición de matar o apresar a estas aves.
Con el triunfo de la Revolución, en el mismo año 1959, el gobierno revolucionario aprueba la Ley 239/59, que a través del Departamento de Repoblación Forestal tenía como finalidad conservar, proteger y fomentar la riqueza forestal de la nación y que en su Artículo 20 crea nueve Parques nacionales a lo largo del país prohibiéndose en ellos la destrucción de la vegetación y de la fauna. En los años 60 con el objetivo de proteger y profundizar en el conocimiento de nuestros recursos naturales, mediante Resolución N.º 412/1963, del presidente del Instituto Nacional de Reforma Agraria, se declaran como Reservas Naturales a El Veral y Cabo Corrientes en Pinar del Río y a Jaguaní y Cupeyal del Norte en las provincias orientales, y a Cayo Caguanes, al norte de Sancti Spiritus en 1966. Estas 5 reservas naturales constituyen de hecho las primeras áreas protegidas que funcionan como tal en Cuba.
Durante la década del 70 se crean las bases para la conformación de un sistema de áreas protegidas tanto en el aspecto práctico como en el teórico. Contribuyó a esto la visita a Cuba en 1973 de Kenton Miller, actual presidente de la Comisión Mundial de Áreas Protegida de la Unión Mundial para la Naturaleza (UICN) que sentó las bases para la planificación y el manejo integral de las áreas protegidas, así como la propuesta en 1975 de aproximadamente 100 áreas de elevados valores naturales, por parte de especialistas del Instituto de Botánica.
En los años 80 continúan realizándose estudios cada vez más profundos relacionados con la conservación y protección de nuestros recursos naturales teniendo en cuenta sobre todo los análisis de cobertura y representatividad de ecosistemas y de otros valores como los florísticos, faunísticos, geológicos, geomorfológicos e histórico-culturales y en los que intervinieron especialistas de diferentes entidades estatales entre las que se encontraban la Comisión Nacional de Protección del Ambiente y el Uso Racional de los Recursos Naturales (COMARNA), el Instituto de Planificación Física (IPF), el Instituto de Ecología y Sistemática (IES) y el Instituto de Geografía entre otras instituciones. Es de destacar el papel jugado por la Empresa para la Protección de la Flora y la Fauna (ENPFF) y de la Comisión Rectora para el Gran parque nacional Sierra Maestra, entidades estas que desde su creación a mediados de los 80 y hasta 1995 lideraron el trabajo de áreas protegidas en Cuba. que desde su constitución a mediados de los 80 intervino activamente con su equipo técnico en la propuesta de un conjunto importante de áreas protegidas con relevantes valores
A partir de 1989 comienzan una serie de talleres participativos (4 hasta la actualidad) que han marcado la pauta en el diseño del SNAP.
La década de los noventa fue una etapa de consolidación institucional para el Sistema Nacional de Áreas Protegidas, es en este período que se produce la reorganización de los Organismos de la Administración Central del Estado, proceso que propició el impulso final a la constitución del SNAP y estuvo caracterizado por la creación del Ministerio de Ciencia, Tecnología y Medio Ambiente (CITMA), la Agencia de Medio Ambiente, el Centro Nacional de Áreas Protegidas, el Centro de Información, Gestión y Educación Ambiental y el Centro de Control e Inspección Ambiental, estos tres últimos, dependencias de la Agencia del Medio Ambiente, así mismo en el Ministerio de la Agricultura se creó la Dirección Forestal como entidad de ese Organismo encargada de dirigir y controlar la política forestal del país.
Con la creación del Ministerio de Ciencia Tecnología y Medio Ambiente en 1994 y de su Centro Nacional de Áreas Protegidas (CNAP) en 1995 se toma el liderazgo del sistema por estas entidades, creándose una nueva legislación para el cumplimiento de nuevas funciones estatales que han dado como principales resultados relevantes la creación del Decreto Ley de Áreas Protegidas, la declaración de 32 áreas protegidas por el Consejo de Ministros, la declaración de dos de ellas como sitios de Patrimonio Mundial, dos nuevas Reservas de la Biosfera y la redefinición del SNAP

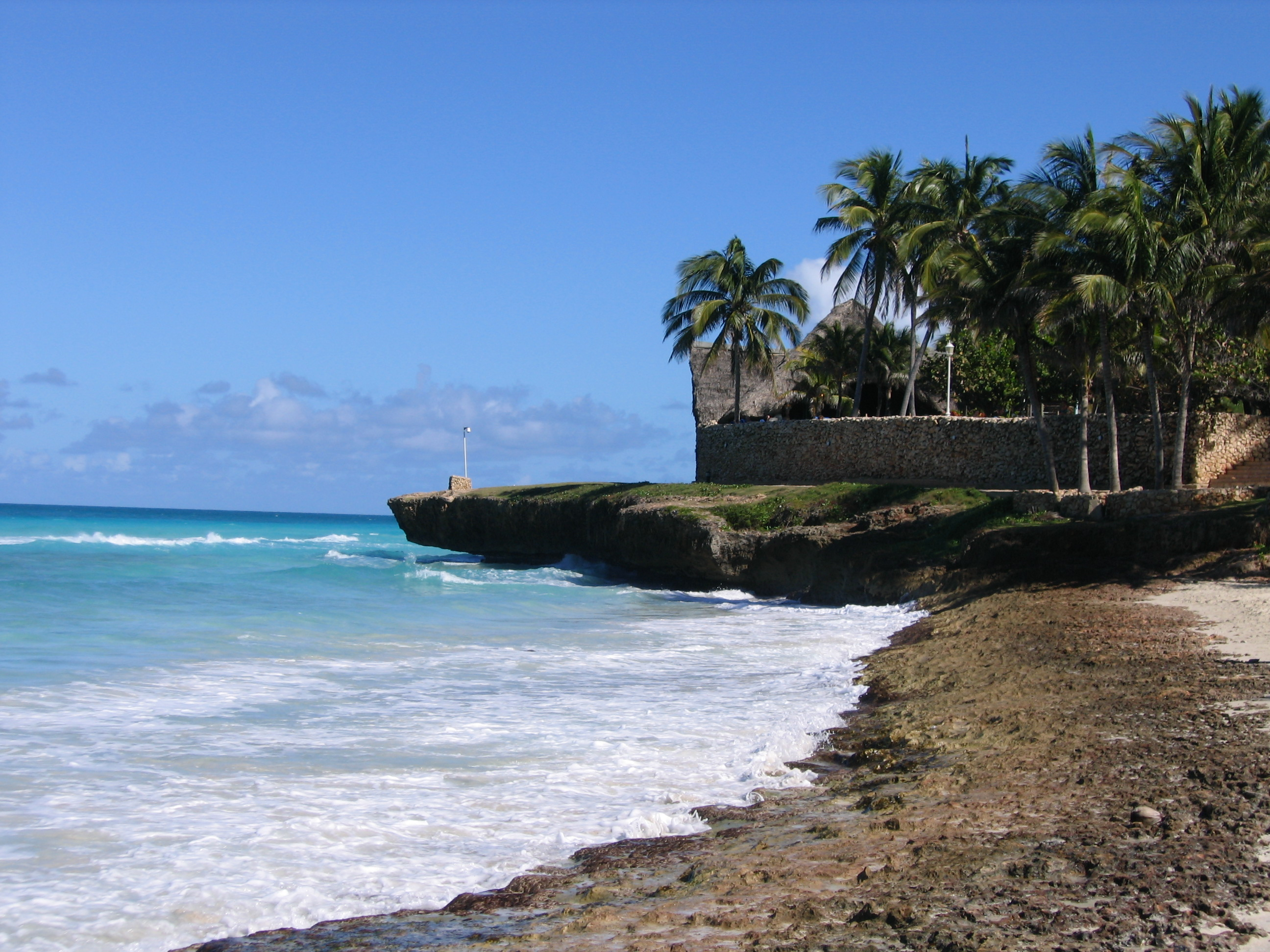
Playa de Varadero.

## Categorías
En Cuba el Decreto Ley 201 del Sistema Nacional de Áreas Protegidas establece ocho categorías de manejo para clasificar a las áreas protegidas. estas categorías se homologan a las seis definidas por la UICN.
- Reserva Natural
- Parque nacional
- Reserva Ecológica
- Elemento Natural Destacado
- Reserva Florística Manejada
- Refugio de Fauna
- Paisaje Natural Protegido
- Área Protegida de Recursos Manejados

## Algunas de las áreas protegidas más destacadas de Cuba
- Baconao (Reserva de la Biosfera)
- Buenavista (Reserva de la Biosfera)
- Cuchillas del Toa  (Reserva de la Biosfera)
- Gran Parque Natural Topes de Collantes
- Humedal del Río Máximo (Sitio Ramsar)
- Parque Nacional Alejandro de Humboldt (Patrimonio de la Humanidad)
- Parque Nacional Pico Cristal
- Parque Nacional Desembarco del Granma (Patrimonio de la Humanidad)
- Parque Nacional Caguanes
- Parque Nacional Viñales
- Sierra del Rosario  (Reserva de la Biosfera)